# Titularbistum Mascula
Mascula (ital.: Acque di Numidia) ist ein Titularbistum der römisch-katholischen Kirche.
Die in Nordafrika gelegene Stadt war ein alter römischer Bischofssitz, der im 7. Jahrhundert mit der islamischen Expansion unterging. Er lag in der römischen Provinz Numidien.
| Titularbischöfe von Mascula |                                 |                                                                                   |                 |                   |
| Nr.                         | Name                            | Amt                                                                               | von             | bis               |
| 1                           | Claude-Philippe Bayet MEP       | emeritierter Bischof von Ubon Ratchathani (Thailand)                              | 13. August 1969 | 22. Dezember 1970 |
| 2                           | Anthony Olubunmi Okogie         | Weihbischof in Oyo Weihbischof in Lagos (Nigeria)                                 | 5. Juni 1971    | 13. April 1973    |
| 3                           | Francis Anani Kofi Lodonu       | Weihbischof in Keta (Ghana)                                                       | 17. Mai 1973    | 10. April 1976    |
| 4                           | Jan Bernard Szlaga              | Weihbischof in Culmsee (Polen)                                                    | 13. Juni 1988   | 25. März 1992     |
| 5                           | Vincent Michael Concessao       | Weihbischof in Delhi (Indien)                                                     | 3. Februar 1995 | 5. November 1998  |
| 6                           | Gaetano Galbusera Fumagalli SDB | Apostolischer Koadjutorvikar von Pucallpa Apostolischer Vikar von Pucallpa (Peru) | 18. Juli 2007   |                   |